# Clan Baba
Pour les articles homonymes, voir Baba.
Le clan Baba (Kai) (甲斐馬場氏, Kai Baba-shi) de la province de Kai est un clan japonais de samouraïs en descendance directe de Minamoto no Yorimitsu, connu essentiellement au XVIe siècle durant l'époque Sengoku.

## Source de la traduction
- (en) Cet article est partiellement ou en totalité issu de l’article de Wikipédia en anglais intitulé « Baba clan » (voir la liste des auteurs).